# Alex (papagal)
Alex (n. 18 mai 1976 – d. 6 septembrie 2007) a fost un papagal jaco și subiectul unui experiment desfășurat pe o perioadă de treizeci de ani de către psihologul specializat în psihologie animală⁠(en)[traduceți] Irene Pepperberg⁠(en)[traduceți], inițial la Universitatea din Arizona și ulterior la Universitatea Harvard și Universitatea Brandeis⁠(en)[traduceți]. Pepperberg l-a cumpărat pe Alex de la un magazin de animale atunci când papagalul avea vârsta de în jur de un an. În cartea sa, Alex & Me, Pepperberg descrie relația ei unică cu Alex și cum a ajutat-o Alex să înțeleagă mințile animale. Numele Alex era un acronim pentru „experimentul lingvistic aviar” sau „experimentul învățării aviare”.
Înaintea muncii de cercetare efectuate de Pepperberg cu Alex, în comunitatea științifică se credea la nivel larg că era necesar un creier mare de primată pentru gestionarea de probleme complexe legate de limbă și comprehensiune; păsările nu erau considerate a fi inteligente, fiindcă singurul fel în care foloseau frecvent comunicarea era imitarea și repetarea sunetelor pentru a interacționa una cu cealaltă. Totuși, realizările lui Alex au susținut ideea conform căreia păsările ar fi capabile să raționeze la un nivel elementar și să folosească cuvinte în mod creativ. Pepperberg a scris că inteligența lui Alex se situa la un nivel asemănător cu cea a delfinilor și hominizilor. Totodată a raportat că Alex părea să dea în anumite privințe dovadă de o inteligență echivalentă cu cea a unui copil de cinci ani și că acesta nu își atinsese în întregime potențialul la momentul morții. Credea că la momentul morții Alex poseda nivelul emoțional al unui copil de doi ani.

## Viață timpurie
Psihologul specializat în psihologie animală⁠(en)[traduceți] Irene Pepperberg⁠(en)[traduceți] l-a cumpărat pe Alex de la un magazin de animale după ce își terminase doctoratul în chimie teoretică, cu intenția de a studia abilitățile cognitive și de comunicare ale papagalului. Pepperberg crede că se poate ca lui Alex să i se fi tuns aripile⁠(en)[traduceți] pe când era juvenil, ceea ce se poate să îl fi împiedicat să învețe să zboare.

## Dresare
Dresarea lui Alex a folosit o tehnică de tip model/rival⁠(en)[traduceți], în cadrul căreia papagalul observă dresorii interacționând. Unul dintre dresori interpretează comportamentul dorit din partea elevului și este văzut de către elev drept rival pentru atenția celuilalt dresor. Dresorul și rivalul fac schimb de roluri pentru ca elevul să vadă că procesul este interactiv. Atunci când un elev (om sau papagal) răspunde corect la o întrebare despre un obiect, primește acel obiect ca recompensă în locul unor recompense sub formă de mâncare, care sunt folosite adeseori în alte tehnici de dresare. Irene Pepperberg a spus că sistemul de recompense este crucial, deoarece acesta este singura cale prin care elevii pot face conexiunea directă dinte obiect și calificativul pe care l-au folosit. Recompensele sub formă de mâncare sunt folosite și ele, dar cu moderație. Dresorii fac uneori greșeli intenționate pentru ca elevii să vadă consecințele unei identificări incorecte. Atunci când face o greșeală, dresorul este mustrat, iar obiectul este îndepărtat.
Această tehnică a ajutat-o pe Pepperberg să reușească cu Alex acolo unde alți oameni de știință nu au reușit să faciliteze comunicarea bidirecțională cu papagalii. În ani ulteriori, Alex își asuma uneori rolul unuia dintre asistenții lui Pepperberg, jucând rolul de „model” și „rival” atunci când ajuta la învățarea unui alt papagal din laborator și când corecta greșelile acestuia. Uneori, Alex exersa cuvinte atunci când era singur.

## Realizări
Pepperberg nu a afirmat că Alex putea folosi „limba”, spunând în schimb că acesta se folosea de un cod de comunicare bidirecțională. Atunci când enumera în 1999 realizările lui Alex, Pepperberg a spus că Alex putea identifica 50 de obiecte diferite, recunoaște cantități de cel mult șase elemente, deosebi șapte culori și cinci forme și înțelege conceptele de „mai mare”, „mai mic”, „același” și „diferit” și că învăța conceptele de „peste” și „sub”. Alex a trecut teste din ce în ce mai dificile ce măsurau dacă oamenii au atins sau nu sub-stadiul 6 al lui Piaget privitor la permanența obiectuală. Alex s-a arătat surprins sau mânios în timpul testelor atunci când a avut de a face cu un obiect inexistent sau unul diferit de cel la care fusese făcut să creadă că se ascundea.
Alex avea un vocabular de peste 100 de cuvinte, dar ieșea în evidență prin faptul că părea să priceapă ceea ce spunea. De exemplu, atunci când lui Alex i s-a prezentat un obiect și a fost întrebat despre forma, culoarea sau materialul acestuia, Alex îl putea clasifica corect. Putea descrie o cheie drept cheie indiferent ce mărime sau culoare ar fi avut aceasta și putea determina în cel fel era cheia diferită de altele. Cândva când privea într-o oglindă, a spus „ce culoare” și a învățat cuvântul „gri” după ce i s-a spus cuvântul „gri” de șase ori. Asta l-a făcut primul animal non-uman care a pus vreodată o întrebare, darămite una existențială (antropoizii care au fost dresați să folosească limbajul semnelor până acum nu au reușit să pună vreodată nici măcar o singură întrebare).
S-a spus că Alex înțelegea desfășurarea pe rând⁠(en)[traduceți] a comunicării și uneori sintaxa folosită în limbă. I-a spus unui măr banerry (rostit astfel încât rima cu unele pronunții ale cuvântului englez canary), cuvânt despre care un prieten lingvist al lui Pepperberg a presupus că ar fi o combinație între banana („banană”) și cherry („cireașă”), două fructe cu care Alex era mai familiarizat.
Alex putea aduna, într-o anumită măsură, oferind numărul corect de obiecte asemănătoare de pe o tavă. Pepperberg a spus că dacă de fapt nu putea număra, datele ar putea fi interpretate ca arătând că Alex putea estima repede și cu acuratețe numărul a ceva, mai bine decât pot oamenii. Atunci când se sătura să fie testat, spunea „Vreau să mă duc înapoi”, ceea ce însemna că dorea să meargă înapoi în cușcă, iar în general cerea unde dorea să fie dus cu ajutorul cuvintelor „Vreau să mă duc ...”, protestând dacă era dus într-un loc diferit și șezând în tăcere atunci când era dus în locul său preferat. Nu fusese dresat să zică unde dorea să se ducă, dar își exprima dorința odată ce era întrebat unde i-ar plăcea să fie dus.
Dacă cercetătorul dădea semne de iritare, Alex încerca să dezamorseze situația cu expresia „Îmi pare rău.” Dacă spunea „Vreau banană”, dar i se oferea o nucă în schimb, privea în liniște, cerea din nou o banană sau lua nuca și o arunca cercetătorului sau își manifesta iritarea prin altă metodă, înainte de a cere obiectul din nou. Atunci când i se puneau întrebări în contextul testării în scopul cercetării, oferea răspunsul corect în aproximativ 80 % din ori.
Odată, lui Alex i s-au prezentat mai multe blocuri de construcție colorate (două roșii, trei albastre și patru verzi—asemănător cu ceea se vede în imaginea de mai sus). Pepperberg l-a întrebat „Care culoare trei?”, așteptându-se ca Alex să spună albastru. Totuși, fiindcă mai fusese întrebat asta înainte, Alex a părut să se fi plictisit. A răspuns „cinci!”. Acest lucru a continuat să se petreacă până când Pepperberg a spus „Bine, care culoare cinci?”. Alex a răspuns „niciuna”. S-a spus că asta ar putea sugera că papagalii, la fel ca oamenii, se pot plictisi. Uneori, Alex răspundea incorect la întrebări, în ciuda faptului că știa răspunsul corect.
Cercetarea preliminară pare și ea să indice că Alex putea transpune conceptul de patru ghemuri albastre de lână de pe o tavă la patru note de pe un pian. Pepperberg îl dresa de asemenea să recunoască simbolul „4” drept „patru”. Alex a dat totodată semne că ar avea o anumită înțelegere a pronumelor personale; se exprima diferit atunci când făcea referire la el însuși decât când făcea referire la alții, ceea ce indica înțelegerea conceptelor de „eu” și „tu”.
În iulie 2005, Pepperberg a reportat că Alex înțelegea conceptul de zero. Dacă era întrebat în legătură cu diferența dintre două obiecte, răspundea acelei întrebări; însă dacă nu exista nicio diferență între cele două obiecte, spunea „niciuna”, ceea ce însemna că înțelegea conceptul de nimic sau de zero. În iulie 2006, Pepperberg a descoperit că felul în care Alex percepea iluziile optice era similar cu felul în care le percep oamenii.
Pepperberg îl dresa pe Alex să recunoască grafemele limbii engleze, în speranța că acesta va face la nivel conceptual legătura dintre un cuvânt englez sub formă scrisă și cuvântul vorbit. Alex putea identifica sunete făcute de combinații din două litere, precum SH și OR.

## Moarte
Alex a fost găsit mort în cușca sa în ziua de 6 septembrie 2007, la vârsta de 31, părând să fi murit peste noapte la un moment dat. Moartea sa a venit ca o surpriză, fiindcă speranța medie de viață a unui papagal jaco în captivitate este de 45 de ani. Ultimele sale cuvinte au fost „Fiți cuminți. Vă iubesc. Ne vedem mâine.”, cuvinte pe care le-ar fi spus în fiecare noapte atunci când Pepperberg părăsea laboratorul. Necropsia lui Alex nu a dezvăluit nicio cauză perceptibilă a morții, însă mai târziu s-a afirmat că aceasta ar fi „fie o aritmie fatală, fie un atac de cord, fie un accident vascular cerebral” alături de o arterioscleroză⁠(en)[traduceți].

## Critici
Unii academicieni au manifestat scepticism față de descoperirile lui Pepperberg și au sugerat că comunicarea din partea lui Alex era condiționare operantă⁠(en)[traduceți]. Despre un cimpanzeu pe nume Nim Chimpsky⁠(en)[traduceți] se credea că folosea limba, dar există niște dezbateri despre dacă de fapt acesta pur și simplu doar își imita învățătorul. Herbert Terrace⁠(en)[traduceți], care a lucrat cu Nim Chimpsky, a spus că crede că Alex a îndeplinit sarcinile cu ajutorul învățării mecanice, mai degrabă decât prin folosirea limbii; a afirmat că răspunsurile lui Alex sunt „o reprezentație discriminatorie complexă”, adăugând că crede că în fiecare situație „există un stimul extern care îi dirijează răspunsul.”